# Clemente Ateba
Clemente Ateba Nso (ur. 1930 w Niefang, zm. 5 września 2015) – polityk i dyplomata z Gwinei Równikowej.
Znalazł się wśród założycieli niepodległościowej Idea Popular de Guinea Ecuatorial (IPGE), spędził kilka lat na wychodźstwie politycznym w Kamerunie. W referendum w sprawie statusu Gwinei Hiszpańskiej z 1963 opowiadał się przeciwko autonomii i za niepodległością. Przez władze kolonialne oskarżany o tendencje pankameruńskie i pragnienie przyłączenia Gwinei do tego kraju.
Jako przedstawiciel IPGE wchodził w skład delegacji na konferencję konstytucyjną (1967–1968). Podczas prezydentury Francisco Macíasa Nguemy był ambasadorem w Kongu i Gabonie. Popadł w niełaskę w 1973, został wtrącony do więzienia, środowiska opozycyjne błędnie informowały też wówczas o jego zamordowaniu.
Do aktywności publicznej powrócił za prezydentury Teodoro Obianga Nguemy Mbasogo, był ponownie ambasadorem w Gabonie i szefem władz rodzinnego dystryktu Niefang.
Zmarł po długiej chorobie w szpitalu La Paz w Malabo.